# 대상그룹
대상그룹(Daesang Group)은 대한민국의 재벌로 대상(주)을 모체로 하는 기업 집단이다.

## 개요
임대홍이 1956년에 설립했다. 임대홍은 일본으로 건너가서 조미료 제조 기술을 배운 후 대한민국으로 귀국, 동아화성공업(주)을 설립하고 아미노산계 발효 조미료인 미원을 만들었다. 미원이 주부들 사이에서 폭발적인 인기를 얻어 회사가 급성장하자, 1962년에 회사명을 서울미원(주)으로 변경했고. 1986년에 (주)미원으로 변경했다.
1987년부터 임대홍 창업주의 장남인 임창욱이 그룹의 회장직을 이어받아 10년 간 경영했다. 1997년 전문경영인인 고두모가 임창욱의 뒤를 이어받으며 전문경영인 체제로 전환한 후, 회사명을 대상(주)로 변경하고 임창욱은 명예회장으로 추대됐다. 대상그룹의 지주회사인 (주)대상홀딩스의 최대 주주는 임창욱 명예회장의 차녀인 임상민(38.36%)과 장녀인 임세령(20.41%)이다.
본사는 2021년 12월부터 서울특별시 종로구 인의동 혜화경찰서 근처의 종로플레이스 빌딩을 임차해서 이용 중이다. 본래 본사는 동대문구 신설동의 성수지선 신설동역 7번 출구 바로 앞에 있었으며, 1973년부터 본사 사옥으로 이용해 오다가 매각하고 인의동으로 본사를 이전한 후 철거됐다.

한편, 임대홍 창업주가 정읍 출신이라 쌍방울과 함께 전북 연고 프로야구팀 창단을 추진했으나 출범 과정에서 쌍방울 단독으로 팀이 창단됐으며 1987년 한수일 당시 전북 축구협회장이 해당 그룹을 상대로 호남 프로축구팀 창단을 적극 추진했지만 한수일 회장이 갑작스럽게 교통사고로 세상을 떠나  무산됐다.

## 계열사
- 대상주식회사
- 대상웰라이프
- 대상문화재단
- 대상정보기술
- 대상홀딩스
- 대상건설
- 상암기획
- UTC인베스트먼트
- 대상다이브스

## 같이 보기
- 금호아시아나그룹
- 대한민국의 경제
- 미원
- 박인천
- 임대홍
- 임세령
- 임창욱